# Timpool Ghyanggul
Timpool Ghyanggul – gaun wikas samiti w środkowej części Nepalu  w strefie Bagmati w dystrykcie Sindhupalchowk. Według nepalskiego spisu powszechnego z 2001 roku liczył on 692 gospodarstw domowych i 3011 mieszkańców (1479 kobiet i 1532 mężczyzn).